# フィリップス郡 (モンタナ州)
フィリップス郡（英: Phillips County）は、アメリカ合衆国モンタナ州の北部に位置する郡である。2010年国勢調査での人口は4,253人であり、2000年の4,601人から7.6％減少した。モンタナ州の郡で面積では第2位である。郡庁所在地はマルタ市（人口1,997人）であり、同郡で人口最大の自治体でもある。フィリップス郡は1915年2月5日にブレイン郡から分離して設立された。1912年以前はシュートー郡の中に入っていた。郡名は牧場主で州上院議員を務めたベンジャミン・D・フィリップスに因んで名付けられた。

## 地理
アメリカ合衆国国勢調査局に拠れば、郡域全面積は5,212平方マイル (13,499 km2)であり、このうち陸地は5,140平方マイル (13,313 km2)、水域は73平方マイル (189 km2)で水域率は1.39％である。

### 隣接する郡
- ブレイン郡 - 西
- ファーガス郡 - 南西
- ペトローリアム郡 - 南
- ガーフィールド郡 - 南東
- バレー郡 - 東
- カナダ、サスカチュワン州ローンツリー18号 - 北
- カナダ、サスカチュワン州バルマリー17号 - 北

### 国立保護地域
- ボウドイン国立野生生物保護区
- チャールズ・M・ラッセル国立野生生物保護区
- ヒューイット湖国立野生生物保護区
- ULベンド国立野生生物保護区
- ミズーリ川上流ブレイクス国立保護区（部分）

## 人口動態
以下は2000年の国勢調査による人口統計データである。
| 基礎データ - 人口: 4,601人 - 世帯数: 1,848 世帯 - 家族数: 1,241 家族 - 人口密度: 0人/km2（0人/mi2） - 住居数: 2,502軒 - 住居密度: 0軒/km2（0軒/mi2） 人種別人口構成 - 白人: 89.44% - アフリカン・アメリカン: 0.15% - ネイティブ・アメリカン: 7.61% - アジア人: 0.33% - 太平洋諸島系: 0.02% - その他の人種: 0.37% - 混血: 2.09% - ヒスパニック・ラテン系: 1.15% 先祖による構成 - ドイツ系：25.3％ - ノルウェー系：19.0％ - アイルランド系：7.6％ - イギリス系：6.5％ 言語による構成 - 英語：97.0％ - ドイツ語：2.5％ 年齢別人口構成 - 18歳未満: 27.3% - 18-24歳: 5.5% - 25-44歳: 24.5% - 45-64歳: 25.1% - 65歳以上: 17.6% - 年齢の中央値: 41歳 - 性比（女性100人あたり男性の人口） - 総人口: 100.4 - 18歳以上: 95.6 | 世帯と家族（対世帯数） - 18歳未満の子供がいる: 31.9% - 結婚・同居している夫婦: 57.2% - 未婚・離婚・死別女性が世帯主: 6.8% - 非家族世帯: 32.8% - 単身世帯: 29.1% - 65歳以上の老人1人暮らし: 14.6% - 平均構成人数 - 世帯: 2.45人 - 家族: 3.03人 収入と家計 - 収入の中央値 - 世帯: 28,702米ドル - 家族: 37,529米ドル - 性別 - 男性: 25,132米ドル - 女性: 20,1274米ドル - 人口1人あたり収入: 15,058米ドル - 貧困線以下 - 対人口: 18.3% - 対家族数: 13.8% - 18歳未満: 23.1% - 65歳以上: 12.1% |

## 都市と町

### 都市
- マルタ - 郡庁所在地

### 町
- ドッドソン
- サコ

### その他の町
- ホワイトウォーター
- ゾートマン
- ローリング